# Scilla dualaensis
Scilla dualaensis är en sparrisväxtart som beskrevs av Karl von Poellnitz. Scilla dualaensis ingår i släktet blåstjärnesläktet, och familjen sparrisväxter. Inga underarter finns listade i Catalogue of Life.